# Una visita inesperada
Una visita inesperada' (The Unexpected Guest en inglés) es un libro de intriga y misterio escrito por Agatha Christie. Además, es una de las piezas teatrales más célebres de la escritora.

## Argumento
Una noche borrascosa en el País de Gales, Michael Starkwedder se pierde en la carretera y su coche se embarranca. Acude a la casa más cercana en busca de ayuda, pero encuentra un hombre muerto (Richard Warwick) de un balazo, aún sentado en una silla de ruedas. Laura, esposa del muerto, tiene una pistola en mano y alega de que fue ella quien le quitó la vida a su marido; pero hay algo que lo intriga. Al final, resulta que el marido se suicida.

## Personajes
- Los miembros de la familia Warwick (Richard, Laura, Jan y la señora Warwick)
- Michael Starkwedder
- Miss Bennett
- Henry Angell
- El/La sargento Cadwallader
- El inspector Thomas
- Julian Farrar

- Datos: Q16644229